# Jan Konopka (hajduk)
Jan Konopka (ur. w grudniu 1906 w Rakovcu, zm. 4 stycznia 1945 w KL Mauthausen) – polski hajduk działający na północy dzisiejszej Bośni i Hercegowiny.

## Życiorys
Jan Konopka urodził się w rodzinie polskich osadników we wsi Rakovac koło Srbca. Jego rodzicom nie udało się otrzymać od austro-węgierskich władz przydziału ziemi. W efekcie ojciec Jana, Michał (Mihailo), opuścił rodzinę i wyemigrował do Stanów Zjednoczonych. Z kolei matka zaczęła „ciągać się po wsiach”, jak określił miejscowy ksiądz Ivan Štemen.
Jan Konopka pierwszy raz przed sądem stanął jako osiemnastolatek w 1924. Od tego momentu regularnie był skazywany, za każdym razem przez sąd w Banja Luce: w czerwcu 1925 na rok więzienia, w 1927 na 4 miesiące więzienia, w sierpniu 1928 na trzy lata więzienia i trzy lata robót. Podczas krótkich okresów na wolności parał się jedynym znanym mu zajęciem – kradzieżą. 4 kwietnia 1933 uzyskał zwolnienie warunkowe z okresem próby do 8 sierpnia 1934. Przez ten czas musiał mieszkać w rodzinnym miejscu i stawiać się na dozór policyjny. Mimo składanych wniosków, nie uzyskał zgody na zmianę miejsca zamieszkania. Jak później uzasadniał, zmusiło go to na powrót do działalności przestępczej, ponieważ w okolicy było niewiele możliwości podjęcia pracy, dodatkowo zaś w oczach potencjalnych pracodawców obciążała go opinia złodzieja. W rezultacie już 7 maja 1933 usiłował ukraść odzież z domu Jozefa Lamersa z Novej Topoli. Ze strachu przed powrotem do więzienia za naruszenie warunków zwolnienia przestał zgłaszać się na policję i zbiegł do Slawonii. Tam także nie mógł znaleźć pracy, ponieważ nie miał żadnych dokumentów. Podczas powrotu został zatrzymany w Odžaku przez żandarmerię, której podał fałszywe dane osobowe, a potem osadzony w areszcie za brak dokumentów. Uciekł stamtąd pierwszej nocy.
Udał się w okolice Prnjavoru, gdzie znalazł wsparcie ze strony kolegów poznanych podczas odbywania kar. Wpierw udał się do fałszerza Eduarda Sovy, który miał mu pomóc wyrobić dokumenty na nowe nazwisko. Przez kolejne miesiące pomagał Sovie i innym przestępcom (m.in. Franjo Kušurowi, braciom Vološin, braciom Mađaši, braciom Šajinović), w większości Polakom, za co ci w zamian zapewniali mu dach nad głową i jedzenie. Przekazywali Konopce także informacje o patrolach żandarmerii oraz o tym, co i gdzie może ukraść, aby później mógł się z nimi podzielić łupami. Konopka utrzymywał kontakty seksualne z córkami i żonami części wspólników (np. żoną Jozefa Vološina – Franciką, żoną Mihajla Opala – Branką, córką Franca Vladoha – Stanislavą), za ich wiedzą i zgodą. Kochanki także pomagały mu w przestępczej działalności. Sova, u którego Konopka spędzał najwięcej czasu, zwlekał z wyrobieniem podrobionych dokumentów, ponieważ odpowiadała mu sytuacja, która czyniła Konopkę zależnym od niego.
Początkowo kradzieży dokonywał w dzień w pustych i niepilnowanych miejscach. Po tym, jak władze zaczęły intensyfikować poszukiwania Konopki, zaczął kraść nocami. Przestępstw dokonywał z reguły w pojedynkę. Za każdym razem uzbrojony był w rewolwer, czasem także w strzelbę. Jego łupem padały różnorakie przedmioty: broń, odzież, obuwie, żywność, rakija, rowery, parasole, czasem też pieniądze i biżuteria. Nie były to jednak z reguły przedmioty o dużej wartości. W ciągu dnia ukrywał się u swoich wspólników i kochanek. Działał w okolicach Prnjavoru, Banja Luki, Bosanskiej Gradiški, Teslicia, Derventy.
Z czasem działalność Konopki zaczęła otaczać sława, a jego kolejne przestępstwa od jesieni 1933 opisywała lokalna gazeta – Vrbaske novine. Jednak wśród okolicznych mieszkańców wzbudzał strach, zwłaszcza że przedstawiano go jako znacznie silniejszego, bardziej bezwzględnego i skłonnego do przemocy, niż był w rzeczywistości. Zaczęto przypisywać mu lub jego wspólnikom praktycznie wszystkie przestępstwa, które były popełniane w okolicach od połowy 1933 do kwietnia 1934. Dopiero podczas późniejszego postępowania sądowego ustalono, że w wielu wypadkach wymagałoby to obecności Konopki w dwóch lub więcej miejscach na raz. Wymusiło to jednak na władzach podjęcie większego wysiłku w celu uchwycenia Konopki. 3 listopada 1933 wezwano Konopkę, by w ciągu 20 dni dobrowolnie oddał się w ręce policji. Po upływie tego terminu, 6 grudnia zarząd banowiny vrbaskiej oficjalnie ogłosił Konopkę hajdukiem i wyznaczył nagrodę w wysokości 5000 dinarów za jego złapanie.
Od tej pory pole manewru Konopki zaczęło się zawężać, choć wciąż mógł liczyć na pomoc miejscowych Polaków. Zaczął ukrywać się, przebierając nawet za kobietę. Dla uwiarygodnienia Konopki jako kobiety Jozefina Sova ogoliła mu nogi. Po zabójstwie Justina Bećina, o popełnienie którego mieszkańcy podejrzewali Konopkę, coraz mniej osób zgadzało się mu pomagać. We wrześniu 1933 hajduk został pochwycony wraz z Ljubom Petkoviciem podczas kradzieży we wsi Mujinci. Konopce udało się wyrwać i uciec, zaś Petković utonął dwa dni później we Vrbasie podczas próby ucieczki. W nocy 7/8 lutego 1934 Konopka próbował włamać się do domu Boška Novakovicia. Doszło wówczas do strzelaniny, w wyniku której obaj zostali ranni. Konopka ponownie zbiegł i ukrył się u swoich wspólników.
W marcu i kwietniu 1934 władze rozpoczęły przesłuchania i zatrzymania osób podejrzewanych o pomoc Konopce, w tym Eduarda Sovy. Sam Konopka ostatecznie został złapany 28 kwietnia 1934 przez mieszkańców wsi Šereg Ilova. Na wieść tę do wsi niezwłocznie przybyli: naczelnik gminy Nikola Blagojević oraz komendanci prnjavorskiej i derventskiej żandarmerii. Następnie rannego Konopkę odprowadzono do Prnjavoru. Wydarzenie to przyjęło formę radosnego marszu, podczas którego mieszkańcy śpiewali i strzelali na wiwat. Schwytanie Konopki świętowano w Prnjavorze do późnej nocy. Mieszkańcy, ujrzawszy hajduka, wyrażali rozczarowanie jego drobną posturą. Nazajutrz podczas przesłuchania przed miejscowym sądem, Konopka przyznał się do większości zarzucanych mu czynów. Od początku swoje postępowanie uzasadniał koniecznością zaspokojenia potrzeb swoich oraz wspólników. Ze względu na odniesione rany do 1 czerwca Konopka przebywał w szpitalu. Następnie przez cały czerwiec wraz z policją brał udział w wizjach lokalnych miejsc przestępstw.
Śledztwem, w którym Konopka był głównym podejrzanym, objęto w sumie 74 osób, w tym 16 kobiet, spośród których 9 miało być jego kochankami, a 14 podejrzanych osadzono w areszcie do momentu rozpoczęcia postępowania sądowego. Ze względu na dużą liczbę podejrzanych proces przeniesiono do dysponującego odpowiednio dużą salą sądu w Banja Luce. Obszerność sprawy sprawiła, że akt oskarżenia skierowano do sądu dopiero w listopadzie 1934. Zarzuty postawiono 67 osobom, w tym 14 kobietom. Rozprawy odbywały się od 28 do 30 marca 1935. Spotkały się one z bardzo dużym zainteresowaniem opinii publicznej. Przed sądem część oskarżonych odwoływała swoje wyjaśnienia składane w postępowaniu przygotowawczym, tłumacząc, że były one wymuszane biciem. W szczególności dotyczyło to okoliczności dotyczących śmierci Justina Bećina. Biciem i groźbami miano wymuszać także odwoływane później przez sądem zeznania dotyczące stosunków seksualnych Konopki z żonami i córkami wspólników. Sam Konopka przez cały proces konsekwentnie twierdził, że miały one miejsce.
30 marca 1935 ogłoszono wyrok pierwszej instancji. Konopkę uznano winnym popełnienia 71 przestępstw, w tym usiłowanie zabójstwa Boška Novakovicia, 58 kradzieży, 7 kradzieży popełnianych ze wspólnikami, rozbój, podrabianie dokumentów, podawanie nieprawdziwych danych oraz posiadanie broni bez zezwolenia. Został uwolniony od zarzutu zabójstwa Justina Bećina (ostatecznie nikogo nie skazano za to) oraz kilku kradzieży. W praktyce został skazany jedynie za te przestępstwa, do których się przyznał. Wymierzono mu łączną karę 16 lat więzienia, 3 lata ciężkich robót oraz utratę praw publicznych. Oprócz niego skazano jeszcze 46 osób (najwyższy wyrok opiewał na 6 lat więzienia). Ze względu na brak dostatecznych dowodów uniewinniono 21 pozostałych osób. W przypadku części z nich było to możliwe dzięki przyznaniu się przez Konopkę do popełnionych przez nich przestępstw. Ostatecznie nikogo nie skazano za przestępstwa przeciwko moralności publicznej. Wszystkie oskarżone kobiety otrzymały wyroki w zawieszeniu. Karę bezwzględnego więzienia wymierzono jedynie wobec Anki Poljak, która utrzymywała, że była narzeczoną Konopki, lecz nie kochanką.
Jedynie pięcioro oskarżonych, w tym Konopka, Anka Poljak i Eduard Sova, odwołało się od wysokości wyroku. 19 czerwca 1935 Sąd Apelacyjny w Sarajewie podtrzymał orzeczenie banjaluckiego sądu. 1 kwietnia 1935, jeszcze przed wydaniem prawomocnego wyroku, Konopka został osadzony w więzieniu w Lepoglavu. Wkrótce dołączyła tam do niego część pozostałych skazanych. Resztę mężczyzn skierowano do więzienia w Starej Gradišce, a Ankę Poljak do zakładu karnego w Zagrzebiu. Brak jest informacji na temat późniejszego życia Konopki. Najpewniej 5 maja 1944 został przewieziony do obozu koncentracyjnego w Mauthausen, gdzie zmarł 4 stycznia 1945.
Postać Konopki jest porównywana do innych działających wówczas na terenie Jugosławii hajduków: Ivana Babejicia, Jova Stanisavljevicia Čarugi.